# 빛의 거리/런 프리(스완 댄스를 너와)
《ひかりのまち/ラン・フリー(スワン・ダンスを君と)》는 TOKIO의 36번째 싱글이다.

## 설명
- 이전 싱글에 이은 Double A-Side 싱글이며 두 곡 모두 ‘빛’을 테마로 한 곡, 작사·작곡을 모두 카이 요시히루가 담당하였다. 편곡은 ‘Sing Like Talking’의 기타리스트이자 카이의 서포트 음악가로도 활동 중인 니시무라 도모히코가 담당하였다.
- 〈ひかりのまち〉는 조용히 쏟아지는 비의 ‘빛’을 테마로 한 곡이다. PV는 Long Taking 기법을 사용하였다. TOKIO 멤버들은 이 촬영에 대해서 “이번은 초현실주의적인 촬영”,“한 번 촬영한 걸로 괜찮은건지?”,“한 번 좀 보고 싶다.”며 촬영에 대한 소감을 밝혔다.
- 〈ラン・フリー(スワン・ダンスを君と)〉는 얼음의 ‘빛’을 테마로 하였다. 곡의 전체적인 세션은 피아노로 연주를 담당하였고 이후에 다른 악기, 손 박수 (Clap)가 이어진다.

## 타이업
- 〈ひかりのまち〉 : 후지TV 애니메이션 《스컬맨》 오프닝 곡. 《Everybody Can Do!》 이후로 11년만의 애니메이션 타이업 된 곡이다.
- 〈ラン・フリー(スワン・ダンスを君と)〉 : 후지TV 《세계 피겨 2007》 중계 방송 타이업 되었다.

## 발매타입
- 통상반
- 통상반 - 첫회반
- 첫회반 A : 자켓은 밝은 빛을 상징
- 첫회반 B : 자켓은 멋진 빛을 상징

## 수록곡

### 통상반
1. ひかりのまち
  - 작사・작곡 : 카이 요시히루 / 편곡 : 니시무라 도모히코
2. ラン・フリー(スワン・ダンスを君と)
  - 작사・작곡 : 카이 요시히루 / 편곡 : 니시무라 도모히코
3. Sweet Sick Honey
  - 작사·작곡 : TAKESHI / 편곡 : TAKESHI, 쿠매 야스타카
4. ひかりのまち (Backing Track)
5. ラン・フリー(スワン・ダンスを君と) (Backing Track)

- 통상반 첫회반 특전: TOKIO 포켓사이즈 캘린더2007/2008

### 첫회반 A
1. ひかりのまち
2. ラン・フリー（スワン・ダンスを君と）

- 특전 DVD : 《ひかりのまち》 Video Clip & Making

### 첫회반 B
1. ラン・フリー（スワン・ダンスを君と）
2. ひかりのまち

- 특전 DVD : 《ラン・フリー（スワン・ダンスを君と）》Video Clip & Making